# Але су ле Кот
Але су ле Кот (фр. Halles-sous-les-Côtes) насеље је и општина у североисточној Француској у региону Лорена, у департману Меза која припада префектури Верден.
По подацима из 2011. године у општини је живело 155 становника, а густина насељености је износила 28,13 становника/km². Општина се простире на површини од 5,51 km². Налази се на средњој надморској висини од 200 метара (максималној 317 m, а минималној 174 m).

## Демографија
| 1962. | 1968. | 1975. | 1982. | 1990. | 1999. | 2011. |
| ----- | ----- | ----- | ----- | ----- | ----- | ----- |
| 122   | 164   | 165   | 144   | 136   | 122   | 155   |

График промене броја становника у току последњих година